# 深井だんじり祭り
深井だんじり祭り（ふかいだんじりまつり）は、大阪府堺市中区深井周辺で行われる野々宮神社の秋祭り。

## 概要
深井地域には各自治会に全部で8台のだんじりがあり、泉北1号線（大阪府道34号堺狭山線）を境に2つの地区に分かれる。
- 東部連合：深井水池町、深井東町、深井沢町、深井畑山町
- 西部連合：深井清水町、深井中町、深井北町、深井中町西
- 深井連合には平成10年まで深井阪和町が参加していたが、同年の事故以来、深井阪和町はだんじりの曳行を休止し平成23年に解体廃絶となった。

毎年10月の第一土曜日と翌日曜日（平成24年度は10月6日・7日）に行われる。2日間の祭礼には、早朝午前6時頃から一斉に各町のだんじりを各々のだんじり小屋から曳き出し、準備を始める。初日は「宵宮（よいみや）」、2日目は「本宮（ほんみや）」と呼び、大阪府堺市中区深井清水町にある野々宮神社に宮入する。両日とも深井地域内を曳行（えいこう）し、夜間は午後7時頃から午後10時頃までだんじりに100～150個ほどの提灯が装飾された「灯入れ曳行（ひいれえいこう）」を行う。また、本宮の2週間前の日曜日（平成24年度は9月23日）には、祭礼に先立って「試験曳き」と呼ばれる、曳行コースの路面状況確認や、だんじりの走行状態確認・調整が行われる。東部連合、西部連合共に、自地区内でそれぞれ東部連合パレード、西部連合パレードを行う。南海泉北線深井駅周辺での八町連合パレードも行われ、駅前の下り坂を一気に駆け下りた後の、右方向へのやりまわしは最大の見せ場（通称「りそな前」）であり、多くの観客を集める。祭礼時には、管轄署である、中堺警察に曳行許可を取って曳行され、周辺道路は通行禁止、または交通規制が敷かれる。

### 安全曳行祈願
試験曳きや宵宮の日の早朝には、野々宮神社にて神前に榊と玉串を奉納し安全曳行祈願を行い、御神酒を授かる。曳行関係者全員が出席する。

### 出発式
出発に際して行われる。町内会長を始め、曳行責任者などが挨拶をし、安全曳行祈願で授かった御神酒で乾杯する。

### やりまわし
だんじり祭り最大の特徴にして見せ場である「やりまわし」は大阪弁の「やって回す」が転訛したものと「槍を廻す」を言い換えたものとがあると言われる。京都の祇園祭の鉾では、車輪の下に、割った竹を敷いて滑らせる「辻まわし」を行う。祇園祭発展系の、飛騨高山祭の山車は、「戻し車」という進行方向に対して横向きに付けられた車輪を使い、変則の三輪となって角を曲がる。だんじり祭りでは、慎重に角を曲がるのではなく、走りながら直角に向きを変える。その迫力とスピードにおいては、だんじり祭りを上回るものは無いと言える。だんじりを前へ曳く青年団、旋回のきっかけをつくる前梃子（まえでこ・まえてこ）、舵取り役の後梃子（うしろでこ・うしろてこ）、後梃子に合図を送る大工方（だいくがた）、それぞれのタイミングを合わせるのが難しく腕の見せどころである。転倒や衝突の事故が最も多い場面であり、高度な技術を要する事から、速く正確に「やりまわし」を行うには、それぞれの持ち場を受け持つ各団体の息が合うことが重要となる。このため、多くの地域や地区においては、夜間の灯入れ曳行時には合図の視認性が低いことや、路面の状況を把握しにくい等の理由から「やりまわし」を行わない。しかし、深井地区のだんじり祭りでは、夜間の灯入れ曳行時にも、「やりまわし」が行われ、宵宮の夜八町連合パレードは非常に有名で多くの観客が訪れる。他の地域、地区にはみられない深井だんじり祭りのみの特徴である。

### セレモニー
パレードの開始前に各町の青年団によって行われるセレモニー。数百発の大型クラッカーを使うなどしてパレードの雰囲気を盛り上げる。

### 仕舞太鼓
祭りを終え、だんじりを小屋へしまうときに行われる普段とは違った太鼓の打ち方。夜遅くではあるが、2日間の嵐のような祭りを終えた人たちの喜びと別れがある。

## だんじり

### だんじりの型
上地車（かみだんじり）
深井沢町・深井水池町・深井畑山町・深井中町・深井清水町がこの型であり、堺型といわれるものはこの種類に含まれる。大阪府泉州地域以外はほとんどがこの上地車である。重量は比較的軽く、上り坂でも容易に進むことができる。下地車にある前梃子は無く、周りを担い棒と呼ばれる木の梁で囲っているのが特徴。深井連合に所属する上地車の全てには屋根の上に獅噛（ししがみ）と呼ばれる鬼に似た顔をした彫り物がつけられている。獅噛には鳥衾（とりふすま）と呼ばれる3本の角がついている事がある。深井水池町のだんじりは最も大きな上地車として有名。
下地車（しもだんじり）
深井北町・深井東町・深井中町西がこの型であり、岸和田型とも言われ、大阪の海沿いの地域の地車にこの型が多い。昭和62年から平成13年までは深井北町だけが下地車で、深井連合で最大のだんじりであった。平成14年に深井中町西が北町より一回り小さな下地車を購入。続いて平成17年に深井東町が新調。大きさは深井北町のものより幅・高さともに数センチ大きく作られている。上地車と比べると大きく重いが、重心が低く、やりまわしをする時の安定度は高い。近年では大型化してきており、新調すると1億円は優に超える。後部にやりまわしや方向転換に使用する後梃子があり、前部にはブレーキの役割をする前梃子がある。破風型の大屋根と小屋根には、鳥衾がついている。

### 装飾
だんじりには、「彫り物（ほりもの）」と言われる彫刻が随所に彫られている。「彫り物」の題材は、「天の岩戸開き」等の神話や、「大坂夏の陣」等の戦記が多く各町のだんじりにそれぞれの趣きがあり、だんじり愛好家の中には、「彫り物」を熱心に観察する人も多い。祭礼時には、幕や金綱（きんつな）交差旗（こうさばた）で飾り、後部には祭礼旗（さいれいばた）と町旗（ちょうばた）を立て曳行する。

### 鳴物（なりもの）
だんじり囃子には、大太鼓・太鼓・鉦・笛を用いる。これらと、その鳴らし手及び、だんじり囃子の総称を「鳴物」という。曳行中にはだんじり同士がすれ違う際、休憩時、喪中の家の前を通過する際（家人が鳴物を止めなくても良いという場合もある）以外途切れることはなく、曳き手の「そーりゃ」の声と共に五穀豊穣を祈願する。

### ブレーキ
だんじりには、だんじりを制動するためのドラム式ブレーキが備えられている。転倒や衝突によって、死傷者や家屋の損壊等の被害が甚大であったため、警察の指導の下、深井だんじりに限らず、全てのだんじりにブレーキを装着する事が昭和中期に義務づけられた。だんじりの前部に乗るブレーキ責任者が、速度調整や緊急停止等のブレーキペダルの操作を行う。

### 研究対象
欅材を使用して製作されるだんじりは、転倒や衝突の衝撃などに強い構造をしており、近年では住宅メーカーによって耐震構造の研究にも用いられることがある。

## 組織

### 深井連合地車運営委員会
南海泉北線深井駅周辺で行われるパレードや各連合町内でのパレード、地車曳行の監督、祭り提灯の点灯時期等、祭礼に関する詳細な取り決めを決定する組織。毎年八町の委員長となる年番長（ねんばんちょう）（平成23年度は深井中町西）が決められ、他に副委員長、会計などの役がある。
- 東部連合：東地区4町（深井東町・深井沢町・深井水池町・深井畑山町）が参加する。
- 西部連合：西地区4町（深井中町・深井北町・深井清水町・深井中町西）が参加する。

### 各種団体
各町に地車委員会を始めとする、いくつかの組織によって構成される。
- 執行部：自治会がその多くの役を担う。
- 地車委員会：会合や祭礼の運営、各団体の統括を行う曳行責任を負う組織。
- 若頭会：26歳以上45歳以下の男衆で構成される。
  - 前梃子：下地車のみにある。前梃子と呼ばれる木の棒をだんじりの前のコマに差し込んでブレーキをかけ、だんじりの方向転換のきっかけを作ったり、停止させたりする。
  - 拾伍人組（じゅうごにんぐみ）・若頭（わかがしら）：だんじりを方向転換させる後梃子を操る。後梃子には緞子（どんす）と呼ぶ綱が付けられており、緞子を引く事でだんじりの方向を転換する。特に、緞子の最先端を持つ者を「ハナ」と呼び、後梃子の最後端に直接肩を当てる者を「梃子尻（てこじり）」と呼ぶ。
  - 大工方：大屋根の上で団扇を持って舞う花形。小屋根では前方が見えない拾伍人組に団扇を使って方向転換の合図も出す。
- 青年団：16歳以上25歳以下の男女で構成されるが、五穀豊穣の神が女性であるとされており、女性はだんじりに原則的に乗る事ができず、鳴物につくことはない。男性は青年団を卒業後、若頭会に入るが、女性は20歳でだんじりの曳き手からの卒業となる。
  - 綱先:綱の先頭に立って最初に駆け抜ける場所。常に全力疾走して走っていなければ綱がたるみ、危険なため決して最後までとまれない大切な箇所である。
  - 綱中:だんじりの前部に付けられた100メートルほどの綱を曳き、だんじりを前進させる原動力となる。綱元の前にいる左右3～4対の綱中はとくに「どんす前」と呼ばれ、やりまわしの時はだんじりを角まで引っ張り出す重要な役目を持つ。
  - 綱元:綱の根元から3～4番目の人と、股綱と呼ばれる1～2人の合計7～10人のグループのことを言う。だんじりを曳く全ての人の頂点である。やりまわしのときはだんじりを曲げるきっかけを作り、綱を道の真ん中にもって行きまっすぐだんじりを疾走させることがメインの仕事だが、他にやりまわしのときのだんじりが通るコースを決めたり、綱中を鼓舞して常にだんじりを速く走らせるために応援するなど、数多くの仕事がある。
  - 鳴物：だんじりの中に乗り大太鼓、太鼓、笛、鉦を鳴らす。
  - 追役:綱や鳴り物を卒業した青年団の人がするもので、綱中を応援したり、やりまわしのときに、進んでいく先の安全を確認したり、他町のだんじりとの連絡を取り合ったり、綱の人間に水を配ったりなど多くの仕事をする。
- 少年団：小学校高学年以上15歳以下の男女で構成され、主に綱先を担う。
- 世話人会：観客整理等、だんじり周辺の安全確保を担う。
  - 水先案内人：だんじりの曳行コースの先導役。
  - キャッチ：やりまわし時に転回の遠心力によって飛ばされる拾伍人組の男衆をキャッチする。
  - セミ：やりまわし時の転倒防止のために、だんじりの側面に乗る。右方向にやりまわしする場合には、だんじりの右側面に乗る。左方向の場合は左側面。
  - 救護：けが人等の救護。
- 交通指導委員会：曳行コースの交通整理や通行の規制を行う。防犯はあくまでも交通の応援。